# Julien Féret
Julien Féret (Saint-Brieuc, 5 de julho de 1982) é um ex-futebolista profissional francês que atuava como meia-atacante.

## Carreira
Julien iniciou sua vida futebolística nas categorias de base do Rennes.
Teve passagens por AS Cherbourg, Chamois Niortais, Stade de Reims, AS Nancy, Rennes, SM Caen e AJ Auxerre.